# Porophyllum
Porophyllum là một chi thực vật có hoa trong họ Cúc (Asteraceae).

## Loài
Chi Porophyllum gồm các loài: